# 바늘겨레

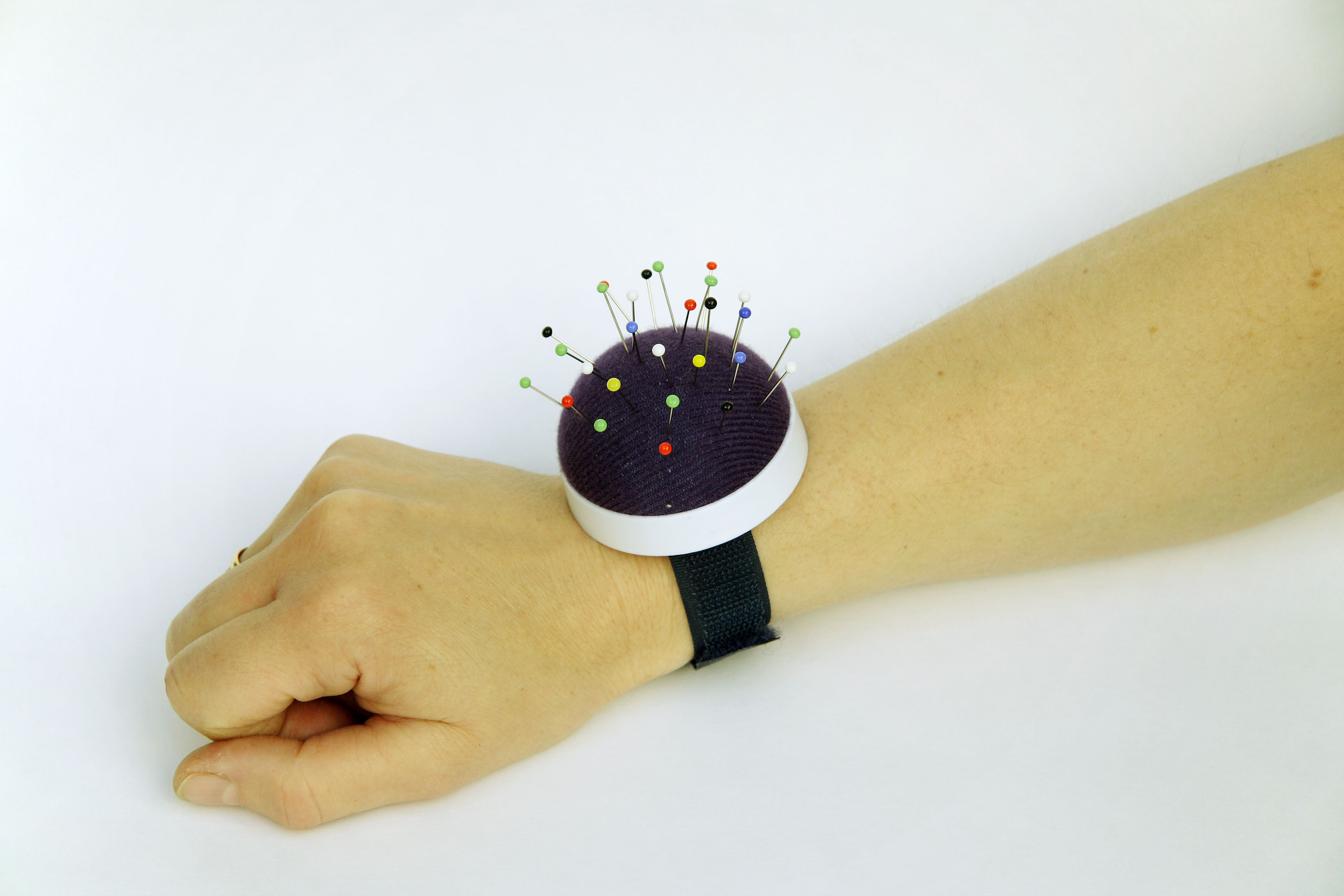
손목에 차는 핀쿠션

바늘겨레 또는 바늘방석, 바늘꽂이, 바늘집, 핀쿠션(pincushion)은 바늘을 꽂아 두기 위해 헝겊 속에 솜 따위를 넣어 만든 작은 수공예품이다.